# Rigunth
Rigunth, (auch Rigundis; * um 570; † nach 585) war eine Tochter des merowingischen Königs Chilperich I. von Neustrien und der Fredegunde.

## Leben
Sie unterstützte Gregor von Tours durch einen Hungerstreik, als dieser sich im Sommer 580 vor der Synode in Berny-Rivière verantworten musste.
Die Könige Guntram I. (Burgund) und Childebert II. (Austrasien) schlossen ein Bündnis gegen Chilperich und Leovigild (Toledanisches Reich), die ihrerseits eine Allianz zu festigen suchten und die Vermählung ihrer Kinder Rekkared I. und Rigunth beschlossen.
Anfang September 584 kam eine westgotische Gesandtschaft nach Paris, um Riguntha als Braut Rekkareds nach Spanien zu holen. Chilperich gab ihr zahlreiche Sklaven und Fredegunde große Mengen an Gold und Silber als Aussteuer mit. Andere schenkten ihr Pferde und Gewänder. 50 Karren sollen für den Transport benötigt worden sein. Bereits in der ersten Nacht flohen 50 Männer ihres Gefolges mit 100 Pferden zu König Childebert II. Obwohl dux Bobo und der Hausmeier Waddo den Zug mit 4.000 Mann schützten, raubten viele von der Aussteuer und flohen. Die Ernährungsfrage wurde auf dieser Reise durch Plünderungen gelöst.
In Tolosa (Toulouse) erfuhr Rigunth vom Tod ihres Vaters. Der dux (Herzog) Desiderius nahm sie gefangen, bemächtigte sich ihrer Schätze und rief den Prätendenten Gundowald nach Aquitanien.

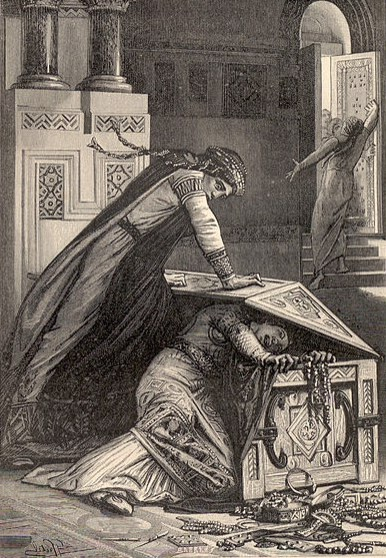
Fredegunde und Rigunth, historisierender Stahlstich 1887

Als ihre Mutter Fredegunde von Rigunths Lage erfuhr, unternahm sie zunächst nichts. Erst nach Gundowalds Tod schickte Fredegunde im Jahr 585 Chuppan nach Toulouse, um Rigunth zu holen.
Die Königstochter Rigunth geriet oft in Streit mit ihrer Mutter Fredegunde, die als Unfreie geboren war, weil sie verlangte, von ihr bedient zu werden. Oft kam es zu Beschimpfungen der Mutter und sogar zu Handgreiflichkeiten. In den späten 580er-Jahren führte Fredegunde ihre Tochter zu einer Truhe in der Schatzkammer und forderte sie auf, sich auszusuchen, was ihr gefiel. Als Rigunth sich über die Truhe beugte, schlug Fredegunde den Deckel zu, so dass ihr die Kehle zugedrückt wurde und die Augen aus den Höhlen traten. Durch die herbeilende Dienerschaft wurde sie vor dem Ersticken gerettet. Der Streit zwischen Mutter und Tochter verschärfte sich weiter, vor allen Dingen wegen Rigunthes unzüchtigen Lebenswandels.
Über ihr weiteres Leben ist nichts überliefert.